# Stade nautique de Vaires-sur-Marne
Das Stade nautique de Vaires-sur-Marne ist eine Regattastrecke in der französischen Stadt Vaires-sur-Marne.

## Geschichte
Anlässlich der Olympischen Sommerspiele 2024 in Paris wurde die Regattastrecke in Vaires-sur-Marne, auf der bereits 1994 und 1995 Regatten im Ruder-Weltcup stattfanden, renoviert. Nach dreijährigen Bauarbeiten wurde das neue Ruderstadion 2019 eröffnet. Nachdem im Juli 2022 mit einer internationalen Regatta im Pararudern die erste größere Regatta stattfand, wurden auf der renovierten Anlage auch die Junioren-Weltmeisterschaften im Rudern 2023 ausgetragen.
Neben dem Kanurennsport und den Ruderregatten der Olympischen Sommerspiele 2024 war die Strecke auch Austragungsort der Sommer-Paralympics 2024. Insgesamt verfügt das Stadion über 24.000 Plätze, davon 14.000 Sitz- und 10.000 Stehplätze entlang der Strecke.
Das Stade d’eau vive Vaires-sur-Marne, wo die olympischen Wettkämpfe im Kanuslalom ausgetragen wurden, ist durch einen Zufuhrkanal mit der Regattastrecke verbunden.